# Kramer kontra Kramer
A Kramer kontra Kramer (Kramer vs. Kramer) 1979-es amerikai  filmdráma Robert Benton rendezésében Dustin Hoffman és Meryl Streep főszereplésével. A forgatókönyv alapjául Avery Corman azonos című regénye szolgált. A film 5 Oscar-díjat nyert, köztük a legjobb film díját.

## Történet
|  | Alább a cselekmény részletei következnek! |

Tedet és hatéves fiukat, Billyt egy este elhagyja a felesége, mivel a nő önállóságra vágyik. Ted megrémül, hiszen eddig Joanna gondozta a kisfiukat és Ted kizárólag a karrierjére összpontosított. Egyedül marad a gyerekkel, át kell alakítania az időbeosztását, például meg kell tanulnia reggelit készíteni, mosni, takarítani, játszótérre járni. Az első hetek nagyon nehezen mennek, nem boldogul a gyerekkel. Munkahelyén  előléptetés előtt áll, amit veszélybe sodor főállású apasága, mivel gyakran kell hamarabb elmennie a munkahelyéről. Szépen lassan azonban beleszokik az apaságba és a gyermekét egyedül nevelő szülő szerepébe. Szorosabbá válik a kapcsolatuk. Másfél év után váratlanul megjelenik Joanna, és magával akarja vinni a gyereket. Állást talált, amiben jobban keres, mint Ted és új barátja is van, aki mellette áll. Ted nem engedi el Billyt. Megindul közöttük a válóper, központban a gyermekelhelyezéssel. Tednek az ügyvédre is alig van pénze, mivel eredeti állásából kirúgják. A hosszas tárgyalások alatt mindkettőjüknek bizonyítaniuk kell a szülői felelősségüket és alkalmasságukat. Hevesen és sokszor aljasan támadják egymást a bíróságon. Lassan emberi méltóságukat is elvesztik a gyerekért folytatott küzdelemben. A bíróság végül az anya mellett dönt. Ted teljesen összeomlik, nem látja értelmét az életének a fia nélkül. Billy is rosszul viseli az újabb váltást. Azon a napon azonban, amikor az ítélet alapján Tednek át kellene adnia a gyereket, Joanna Ted lakására érve elmeséli volt férjének, hogy rájött, Bill Tednél van otthon és lemond a neki megítélt gyermekfelügyeleti jogról.

## Szereplők
| Karakter        | Színész             | Magyar hang (1981) | Magyar hang (1986–1989) |
| --------------- | ------------------- | ------------------ | ----------------------- |
| Ted Kramer      | Dustin Hoffman      | Végvári Tamás      | Szakácsi Sándor         |
| Joanna Kramer   | Meryl Streep        | Bánsági Ildikó     | Menszátor Magdolna      |
| Margaret Phelps | Jane Alexander      | Hernádi Judit      | Kovács Nóra             |
| Billy Kramer    | Justin Henry        | Pálok Sándor       | Simonyi Balázs          |
| John Shaunessy  | Howard Duff         | Láng József        | Tolnai Miklós           |
| Jim O'Connor    | George Coe          | Bitskey Tibor      | Bács Ferenc             |
| Phyllis Bernard | JoBeth Williams     | Borbás Gabi        | Borbás Gabi             |
| Gressen         | Bill Moor           | Kaló Flórián       | Rajhona Ádám            |
| Atkins bíró     | Howland Chamberlain | Bodor Tibor        | Baranyi László          |
| Spencer         | Jack Ramage         |                    | Pathó István            |
| Ackerman        | Jess Osuna          | Csurka László      | Izsóf Vilmos            |
| Munkaközvetítő  | Nicholas Hormann    | Versényi László    | Ujréti László           |
| Tanárnő         | Ellen Parker        |                    |                         |
| Ted titkárnője  | Shelby Brammer      |                    | Farkasinszky Edit       |
| Mrs. Kline      | Carol Nadell        | Czigány Judit      | Földessy Margit         |
| Sebész          | Donald Gantry       | Fülöp Zsigmond     | Szokolay Ottó           |
| Recepciósnő     | Judith Calder       |                    |                         |
| Norman          | Peter Lownds        |                    | Felföldi László         |
| Pincérnő        | Kathleen Keller     |                    |                         |
| Törvényszolga   | Dan Tyra            | Szabó Ottó         | Várkonyi András         |

## Díjak
Oscar-díj (1980)
- legjobb film
- legjobb rendező – Robert Benton
- Legjobb adaptált forgatókönyv – Robert Benton
- legjobb férfi főszereplő – Dustin Hoffman
- legjobb női mellékszereplő – Meryl Streep

Golden Globe-díj (1980)
- legjobb drámai film
- legjobb forgatókönyv – Robert Benton
- legjobb férfi színész (dráma) – Dustin Hoffman
- legjobb színésznő (dráma) – Meryl Streep

## Jelölések
Oscar-díj (1980)
- legjobb férfi mellékszereplő – Justin Henry
- legjobb női mellékszereplő – Jane Alexander
- legjobb operatőr – Néstor Almendros
- legjobb vágás – Gerald B. Greenberg

Golden Globe-díj (1980)
- legjobb rendező – Robert Benton
- legjobb férfi mellékszereplő – Justin Henry
- legjobb női mellékszereplő – Jane Alexander